# Église de la Sainte-Croix de Kouvola
Pour les articles homonymes, voir Église de la Sainte Croix.
L'église de la Sainte-Croix (en finnois : Pyhän Ristin kirkko) est une église orthodoxe à Kouvola en Finlande.

## Description
L'église de la Sainte-Croix a été construite à l'origine comme église orthodoxe de la garnison russe  entre 1913 et 1915 et a été consacrée en 1916.
Après l'indépendance de la Finlande, l'église est devenue la propriété de l'État finlandais et a été consacrée église luthérienne.
Le bâtiment a servi d'église luthérienne de 1919 à 1978, initialement comme église de la congrégation luthérienne de Valkeala et à partir des années 1920 comme église principale de la congrégation luthérienne de Kouvola.
Quand l'église centrale de Kouvola a été inaugurée en tant que nouvelle église principale de la congrégation luthérienne de Kouvola en 1978, la congrégation luthérienne de Kouvola a fait don de l'église de la Sainte Croix à la paroisse orthodoxe de Hamina en 1981, et elle a été reconvertie en église orthodoxe.
Après la restauration de cette église à l'orthodoxie, la salle de prière de la Sainte-Croix, qui servait jusqu'alors de solution provisoire et qui était aménagée dans un appartement de réunion situé dans un immeuble, a pu être désaffectée.

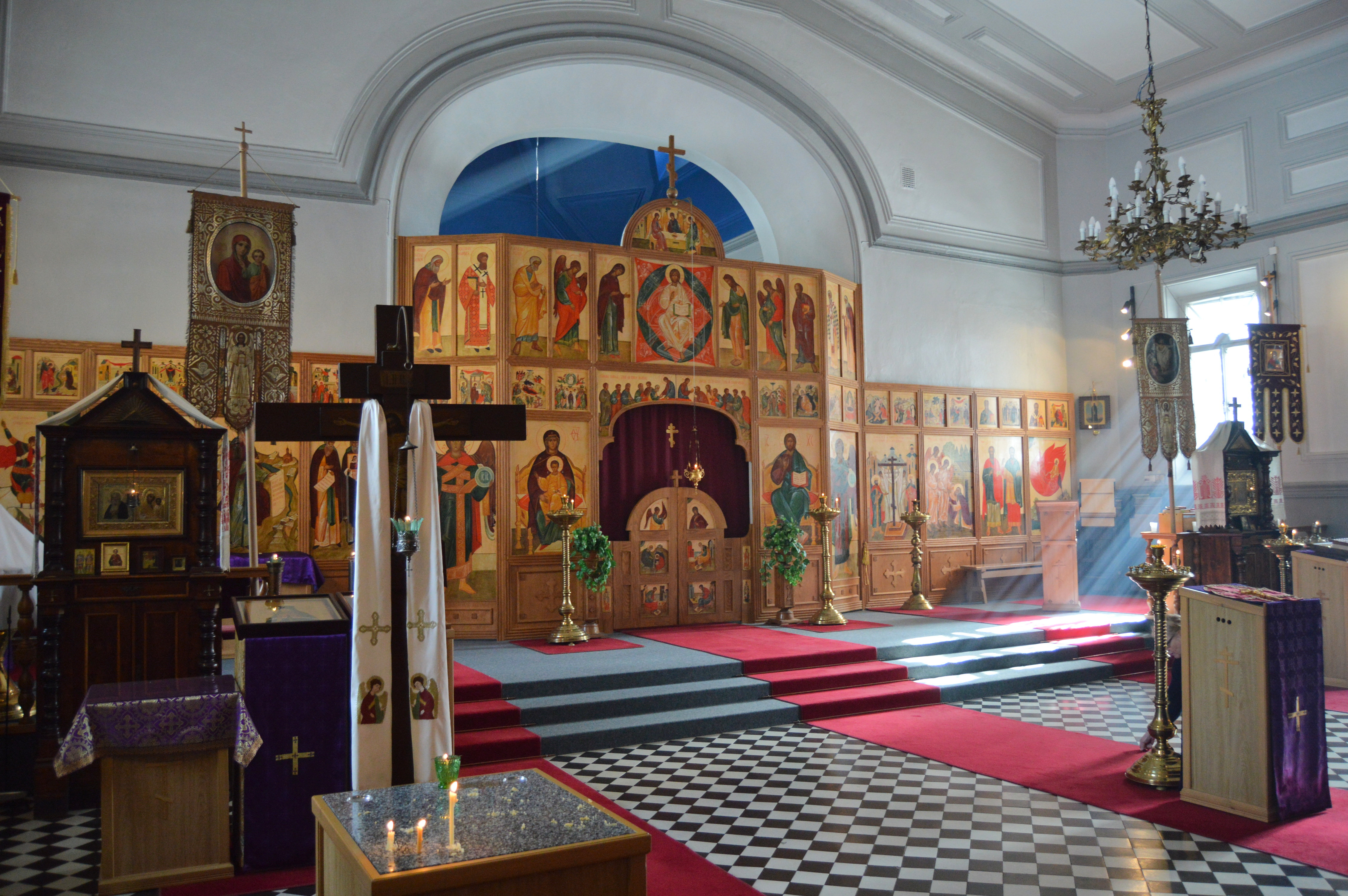
Iconostase.